# Stelis coelochila
Stelis coelochila är en orkidéart som beskrevs av Carlyle August Luer. Stelis coelochila ingår i släktet Stelis och familjen orkidéer. Inga underarter finns listade i Catalogue of Life.